# Sân vận động Rheinpark
Sân vận động Rheinpark (tiếng Đức: Rheinpark Stadion) ở Vaduz là sân vận động quốc gia của Liechtenstein. Sân là sân nhà của đội tuyển bóng đá quốc gia Liechtenstein, và cũng là sân nhà của câu lạc bộ bóng đá FC Vaduz. Sân nằm trên bờ sông Rhein, chỉ vài mét từ biên giới với Thụy Sĩ.

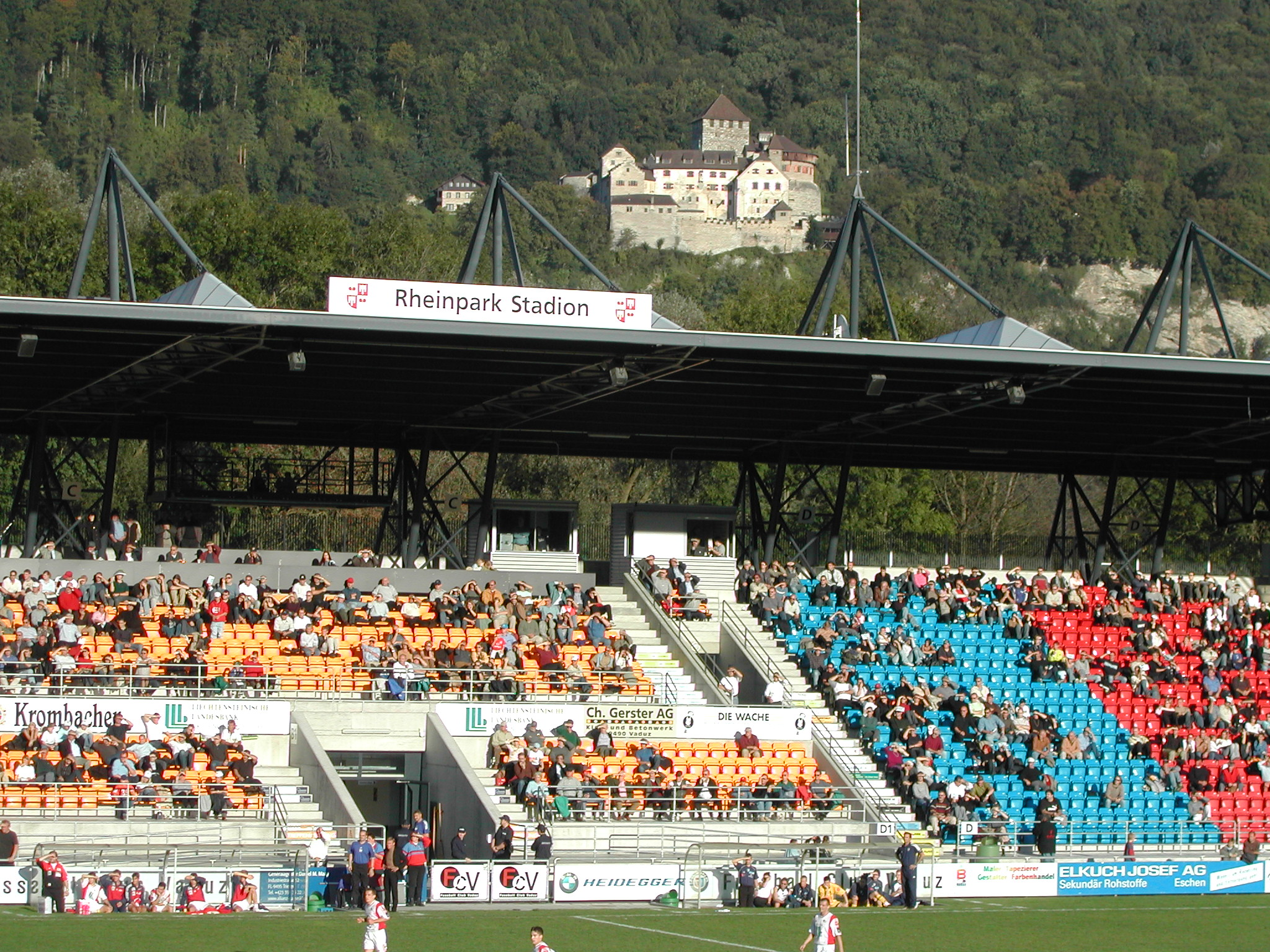
Khán đài chính của Sân vận động Rheinpark với Lâu đài Vaduz phía sau

Rheinpark chính thức được khai trương vào ngày 31 tháng 7 năm 1998 với trận đấu giữa FC Vaduz, đội vô địch Cúp Liechtenstein vào thời điểm đó và 1. FC Kaiserslautern, nhà vô địch Bundesliga sau đó. 1. FC Kaiserslautern thắng 8–0.
Sân vận động có sức chứa 5.873 chỗ ngồi, với không gian phòng đứng bổ sung mang lại tổng sức chứa là 7.584 người.
Sân vận động tiêu tốn khoảng 19 triệu CHF để xây dựng.